# Woldendorp (waterschap)
Woldendorp is een voormalig waterschap in de Nederlandse provincie Groningen.
Het schap lag grotendeels ten zuiden van Woldendorp. De noordgrens volgt de Klapsterweg, de A.E. Gorterweg, de Burgemeester Garreltsweg en de Vennenweg tot het Afwateringskanaal, de zuidoostgrens lag langs dat kanaal en verder oostelijk van de Oude Dijk, de zuidwestgrens lag bij de gemeentegrens Delfzijl-Oldambt, de westgrens lag bij de vervallen Munsterlaan. Het gemaal stond net ten noorden van het schap (erbuiten dus) en sloeg uit op het Termunterzijldiep. Bovendien had de polder een molen op dezelfde plek. 
Waterstaatkundig gezien ligt het gebied sinds 2000 binnen dat van het waterschap Hunze en Aa's.